# トマス・シンプソン (探検家)
トマス・シンプソン（Thomas Simpson、1808年7月2日 – 1840年6月14日）は、スコットランド生まれのイギリスの北極探検家、ハドソン湾会社の代理人で、ハドソン湾会社の総督（governor：会長に相当する役職）を務めたサー・ジョージ・シンプソン (George Simpson) の従弟。

## 生い立ち
トマス・シンプソンは、スコットランドのディングウォール (Dingwall) で、 治安判事だった父アレクサンダー・シンプソン（1751年 - 1821年）と、その後妻であった母メアリ (Mary) との間の息子として生まれた。母メアリは、トマスの従兄にあたるジョージ・シンプソンを育てる手助けもしていた。トマスは病弱で、臆病な子であり、荒々しいスポーツを嫌った。トマスは、やがては聖職者にしたいという考えの下で教育され、17歳でアバディーンのキングス・カレッジ (King's College, Aberdeen) に送られた。1826年、サー・ジョージ・シンプソンが、ハドソン湾会社への就職をトマスに打診してきたが、学業を修了したかったトマスはこれを断った。1828年、トマスは20歳で大学を卒業し、修士号（Master of Arts）を取得した。卒業後の冬、トマスが聖職に就くことを目標として神学の授業を受けていたところに、再びハドソン湾会社からの打診があり、トマスはこの再度の求めに応じることにした。1829年、彼はノルウェー・ハウス (Norway House) に到着し、ジョージ・シンプソンの秘書としてハドソン湾会社に加わった。
1830年代には、おもにレッド・リバー・コロニー (Red River Colony) に駐留し、当地の主任代理商だったアレクサンダー・クリスティ (Alexander Christie) の副官として働いた。

## 北極探検

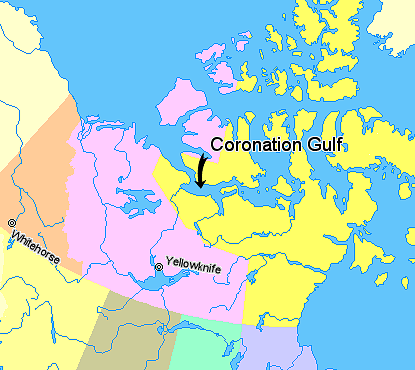
カナダ北部沿岸のランドマークを示した地図。ポイント・バロー（バロー岬）が左上部にあり、マッケンジー川、コロネーション湾とコッパーマイン川が西側に、ターンアゲイン岬が東側に描かれ、クイーン・モード湾、 アデレード半島 (en)、チャントリー湾 (en)/バック川、ブーシア半島、ブーシア湾、メルヴィル半島/バフィン島も表現されている。この地図では、誤って、コッパーマイン川がグレート・スレイブ湖から流れ出ているように表現されている上、コロネーション湾の南東部には存在が疑わしい河川が描き込まれている。

1836年から1839年にかけて、トマス・シンプソンは、北極圏カナダ北岸の海岸線を跡づけ、北西航路を探索した他の探険隊が空白のまま残してきた空隙を埋める作業に関わっていた。この遠征隊を率いたピーター・ウォレン・ディーズ (Peter Warren Dease) は、ハドソン湾会社の主任代理商のひとりであった。このときシンプソンは副官に過ぎなかったが、ディーズは職責の大部分を彼に委ねた。後年の書物の著者たちは、このときのシンプソンを、野心に満ちた、自信過剰な若者として描く一方で、20歳年長だったディーズを北極行の経験が深く、効率的な、しかし、自信に欠ける人物と捉えている。このときは、さらに10人の隊員が加わっていたが、その中には、ジョージ・バックがバック川を下った1834年の遠征隊に同行していた、カヌーの専門家ジェームズ・マッケイ (James McKay) とジョージ・シンクレア (George Sinclair) が含まれていた。
この遠征隊は、ハドソン湾会社が組織したもので、北西航路探索の大部分を担ってきたイギリス海軍によるものではなかった。遠征隊は、マッケンジー川を下って、北極海に達することを目指し、そこから西に進路を取って、ジョン・フランクリンが1826年に到達した最も西の地点と、フレデリック・ウィリアム・ビーチー (Frederick William Beechey）が到達した最も東の地点であるポイント・バローの間の空隙を埋めようと考えた。翌年夏、遠征隊は、フランクリンの1821年の経路に沿ってコッパーマイン川 (Coppermine River) を東へ下り、ターンアゲイン岬へ向かい、未知の海岸線に沿って、1834年に内陸から到達されたバック川の河口までは確実に到達した。

### 1836年
1836年から1837年にかけての冬、遠征隊はチピューヤン砦 (Fort Chipewyan) で越冬し、24フィート（7メートルあまり）のボート2隻を建造した。

### 1837年：西進
6月1日に砦を出発した遠征隊は、ひと月後にはグレート・ベア川 (Great Bear River) の河口に達した。ここで隊員のうち4人を残し、川を遡上して近くの湖にあるコンフィデンス砦 (Fort Confidence) に越冬基地を建設させることになり、残りの隊員で北極海を目指してマッケンジー川を下り、7月9日に北極海に達した。そこから西へ、海岸に沿って進み、フランクリンが引き返したリターン・リーフ (Return Reef) を越えてさらに西へ進み、それ以上はボートでの前進ができないとして名付けたボート・エクストリーム (Boat Extreme) に達したが、ここはポイント・バローからおよそ50マイル（およそ80km）の場所であった。シンプソンと5人の隊員は、そこからさらに徒歩で進み、8月4日にポイント・バローに到達した。一行は9月25日にコンフィデンス砦まで戻った。

### 1838年：東進
この年の早い時期に、シンプソンは陸路でのコッパーマイン川上流部の探索を試みた。夏になると一行は、コッパーマイン川を下り、融水の流れに沿って進み、氷結したままの北極海へ至った。そこで氷が姿を消すまで2週間待ち、やがてゆっくりと東へ進み始めた。8月20日、一行は、フランクリンが到達していたケント半島のターンアゲイン岬からわずか数マイルのところで、氷に行手を阻まれた。ここでディーズは船に残り、シンプソンはさらに「100マイル」（160km) ほど陸上を進み、アレクサンダー岬（Point Alexander）という場所まで達したとされる。このとき北方に見えた土地を、シンプソンは「ビクトリア・ランド (Victoria Land)」と名付けた（ビクトリア島）。東方にはクイーン・モード湾の海面が広がっていた。シンプソンは、氷結した海で動けなくなっていたディーズのボートへ戻った。数日後、突如として氷が開き、一行はコッパーマイン川まで容易に航行して戻ることができた。この探索行は、フランクリンよりも、ほんの少しだけ先へ進んだだけで終わった。 

### 1839年：再度の東進
この年は、氷の状態に恵まれた年であった。一行は前年と同じ経路を取り、ターンアゲイン岬とアレクサンダー岬を通過し、初めてディーズ海峡 (Dease Strait) とクイーン・モード湾を航行して、アデレード半島 (Adelaide Peninsula) とシンプソン海峡 (Simpson Strait) を北方に発見し、マッケイとシンクレアが1834年に到達していたチャントリー湾 (Chantry Inlet) に達した。モントリオール島 (Montreal Island) では、1834年にジョージ・バックが残した貯蔵物を発見した。チャントリー湾を発った後、一行は4日間にわたって強風によって行手を阻まれた。北東に50マイル（80km）ほど進んだカスター・アンド・ポラックス川 (Castor and Pollux River) 付近で、一行は引き返すことになった。帰路、一行はキングウィリアム島の南岸に沿って進み、彼らがハーシェル岬 (Cape Hershel) と呼んだ岬を過ぎると海岸は北へ転じていった。一行はそのままクイーン・モード湾の南岸沿いを進み、次いで、ビクトリア島の南岸沿いを進んだ。この航行は、その時点までに北極圏カナダの水域において行なわれた、最も広範囲に及ぶボートの航行であった。
この時点において、ベーリング海峡からチャントリー湾を越えるあたりまで、北極圏の海岸線の状況が、大まかながら地図化することが可能になった。残る問題は、チャントリー湾からブーシア湾まで、さらには大陸の北岸からパリー海峡 (Parry Channel) の南側までの間に広がる巨大な長方形を成す範囲へと、航行可能な水路が存在する可能性の有無であった。一行は、この年9月にグレートスレーブ湖まで戻り、そこでトマス・シンプソンはハドソン湾会社の役員たちに、探険の成果を知らせる手紙を書き、その内容は当時の数多くの新聞に掲載された。彼はさらに、フューリー・アンド・ヘクラ海峡 (Fury and Hecla Strait) の海岸の探索や、従来の彼の探険の東の到達限界からさらに先へと進むことなどを、次の探険計画として発信した。この新しい探険の準備のために、シンプソンは直ちにレッド・リバー・コロニーへ出立し、全長1910マイル（2000kmあまり）の行程を61日間で移動し、1840年2月2日に到着した。毎年6月にはカナダから毎年定例のカヌー便が入植地に来ていたが、この年の便には、先にシンプソンが提案した計画については、受け付けたとも、探険の継続を承認するとも、何の応答も含まれていなかった。シンプソンの提言がイングランドに達したのは、この時点で応答が返されるのには間に合わないタイミングだったのである。会社役員からの承認を得られなかったシンプソンは、次の探険の準備を進めることができなかった。シンプソンは、まる一年待ち続けるよりは、と考え、自らイングランドに帰国することにした。

## 死
シンプソンは、1840年6月6日にレッド・リバー・コロニーを発ち、ミネソタ川を経由して、イングランドへ向かっていた。シンプソンは当初、入植者とメティたちの一団と一緒に出発したが、程なくして本隊から離れ、4人のメティたちとともに先を急ぐことにした。1840年6月14日、シンプソンと同行していたメティのうち2人が、銃撃戦で射殺された。生き残った2人のメティによると、シンプソンは旅行の途上でだんだんと不安にかられ、やがて狂気を見せるようになり、遂には一行のうち2人が彼を殺そうとしていると思い込んでいたという。シンプソンは、その2人を撃ち、残りの2人はその場から逃亡して本隊に戻り、そこからシンプソンの露営地に本隊とともに戻った。そこで彼らは銃創で死んでいるシンプソンと、傍らに置かれた散弾銃を発見した。当局はこの事件を、殺人自殺 (murder–suicide) として処理した。
証人者はふたりとも、シンプソンがジョン・バード (John Bird) を射殺し、さらにレグロス・シニア (Legros Senior) に致命傷を与えたと証言した。レグロス・ジュノー (Legros Junor) とジェームズ・ブルース (James Bruce) は本隊へと逃げ戻った。本隊一行が現場に到着した時点で、レグロス・シニアは既に死んでいたが、シンプソンはまだ息があった。しかし、5分後にはシンプソンも落命した。関係者すべてが、シンプソンの銃創は自分で自分を撃ったものだったと述べている。ブルースの証言では、シンプソンは、2人を殺したのは「書類を奪うために夜中に自分を殺害」しようとしていたからだと主張したという。この書類は、事件後にジョージ・シンプソンのもとに送られた。3年度、サー・ジョージが、トマスの弟アレクサンダーに書類一式を送り返したときには、日記類と、トマスとジョージの間で交換された書簡類が、すべて失われていた。この失われた書類に何が記されていたのかは知られていない。数多くの人々が、この件に関する証拠類を調べてきたが、はっきりした結論には至っていない。
その間、ロンドンのハドソン湾会社の役員たちは、探険継続を認める許可を既に送り返していた。また、王立地理学会は、1839年に金メダル（創立者メダル）の授与を発表し、イギリス政府はシンプソンに年100ポンドの年金を与えることを公表していた。しかし、殺人自殺の罪とされ、教会のから不名誉な存在と見られたシンプソンは、墓標もなくカナダに葬られた。
弟のアレクサンダー・シンプソンは、兄の手記『Narrative of the Discoveries on the North Coast of America, effected by the Officers of the Hudson’s Bay Company, during the years 1836-39（ハドソン湾会社の役員たちによる、アメリカ大陸北海岸における諸々の発見についての手記、1836年 - 1839年）』を1843年に出版し、さらに1845年には、自ら『The Life and Times of Thomas Simpson, the Arctic Explorer（北極探検家トマス・シンプソンの生涯と時代）』をロンドンで出版して、兄の死について、ハドソン湾会社のアメリカの競争相手に書類や地図などを売れるのではないかと考えた同行者たちが、強奪を企てた結果であった可能性を検証した。